# Xenophysa boursini
Xenophysa boursini är en fjärilsart som beskrevs av Zoltan Varga 1985. Xenophysa boursini ingår i släktet Xenophysa och familjen nattflyn. Inga underarter finns listade i Catalogue of Life.